# Sonet 111 (William Szekspir)

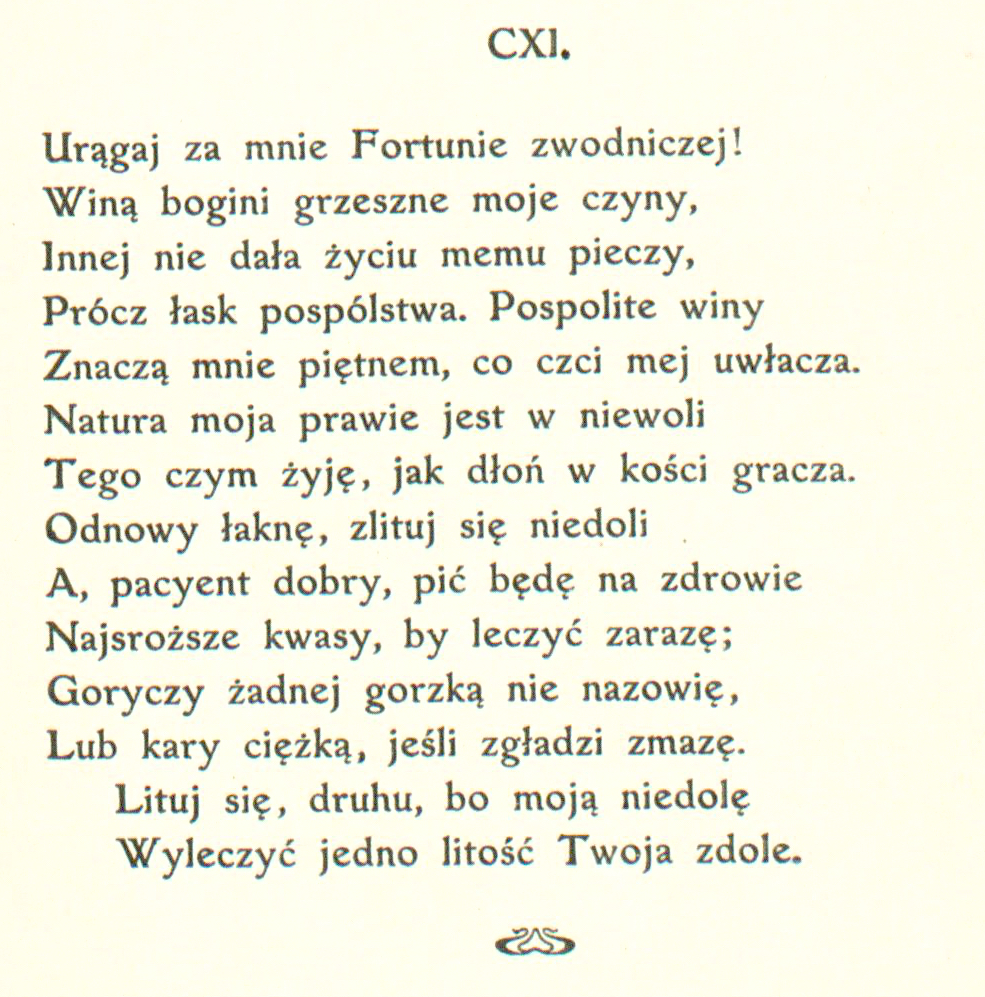
Pierwszy przekład sonetu 111 na język polski z 1913 przez ks. Marię Sułkowską.

O! for my sake do you with Fortune chide,

The guilty goddess of my harmful deeds,

That did not better for my life provide

Than public means which public manners breeds.

Thence comes it that my name receives a brand,

And almost thence my nature is subdu'd

To what it works in, like the dyer's hand:

Pity me, then, and wish I were renew'd;

Whilst, like a willing patient, I will drink,

Potions of eisel 'gainst my strong infection;

No bitterness that I will bitter think,

Nor double penance, to correct correction.

Pity me then, dear friend, and I assure ye,

Even that your pity is enough to cure me.

Karć, panie, za mnie jedynie mą Dolę,

Bóstwo, mych wszystkich przykrych czynów winne:

Ono me życie postawiło w kole

Gminnem, gdzie rosną obyczaje gminne.

Stąd imię moje srom piętnuje wraży,

Natura moja nosi, widać, ślady

Mego zajęcia, jak ręce farbiarzy.

Więc się ulituj i nie skąp mi rady,

I ja pić będę, jak powolny chory,

Wszelaki ocet na mój stan zatruty,

Nie rozgorzknieją gorzkie mnie przetwory,

Rad się podwójnej podejmę pokuty.

Więc się ulituj, przyjacielu drogi,

Sama twa litość stawi mnie na nogi.

Sonet 111 (incipit OFor my ſake doe you wifh fortune chide) – jeden z cyklu 154 sonetów autorstwa Williama Szekspira. Po raz pierwszy został opublikowany w 1609 roku.
Sonet 111 jest kontynuacją próby wytłumaczenia się podjętej w sonecie 109 i 110. 

## Treść
W sonecie tym podmiot liryczny, przez niektórych badaczy utożsamiany z autorem, mówi ukochanemu, aby nie obwiniał jego, tylko Fortunę, która go uczyniła takim, jak jest. Chciaż pierwszy czterowiersz rozpoczyna się przerzuceniem winy z podmiotu lirycznego na Fortunę, natomiast drugi czterowiersz kończy się wzięciem na siebie winy przez podmiot liryczny. 
Sonet 111 wywarł wpływ na sonet 15 Johna Miltona. 
Fragment wersu 7 dyer's hand (ręka farbiarza) jest tytułem eseju oraz zbioru go zawierającego Wystana Hugh Audena (Ręka farbiarza i inne eseje ang. The Dyer's Hand and other essays).

## Polskie przekłady
| 1913 |  | Urągaj za mnie Fortunie zwodniczej!                 |  | Maria Sułkowska     | [ 12 ] |
| 1922 |  | Karć, panie, za mnie jedynie mą Dolę,               |  | Jan Kasprowicz      | [ 4 ]  |
| 1948 |  | Za me grzechy Fortunę łaj ostremi słowy,            |  | Władysław Tarnawski | [ 13 ] |
| 1968 |  | Ach, nie karć mnie, lecz moją Fortunę karć za mnie. |  | Marian Hemar        | [ 14 ] |
| 1979 |  | O, klnij Fortunę za mnie należycie,                 |  | Maciej Słomczyński  | [ 15 ] |
| 2011 |  | O, nie ze mną tocz spory; Fortuna jest winną        |  | Stanisław Barańczak | [ 7 ]  |
| 2015 |  | Och, przez wzgląd na mnie połajaj boginię           |  | Ryszard Długołęcki  | [ 16 ] |